# Fly to the Rainbow Tour
Fly to the Rainbow Tour es la segunda gira de conciertos de la banda alemana de hard rock y heavy metal Scorpions, en promoción al álbum Fly to the Rainbow de 1974. Comenzó el 17 de agosto de 1974 en el recinto Spontan Fete de Hamburgo en Alemania Occidental y culminó el 30 de agosto de 1975 en el Open Air Festival de Borken. Gracias a esta gira, la banda tocó por primera vez en Francia, Bélgica, Luxemburgo y los Países Bajos.

## Antecedentes
La gira comenzó el 17 de agosto de 1974 en Hamburgo, casi tres meses antes del lanzamiento oficial del álbum Fly to the Rainbow. Antes de iniciarla, el baterista Jürgen Rosenthal fue llamado para cumplir con el servicio militar, así que para reemplazarlo se contrató a Dobbie Fechter. Sin embargo, estuvo solo un par de meses, pues renunció para pasar tiempo con su novia. Por esa razón, la gran mayoría de los conciertos de 1975 los realizaron con el baterista belga Rudy Lenners. Entre agosto y noviembre dieron más de cuarenta conciertos por Alemania Occidental y el 29 de noviembre se presentaron por primera vez fuera de su país natal en un evento en Hengelo (Países Bajos). Las fechas de 1974 culminaron el 27 de diciembre en el festival Christmas Greeting de Hannover, en donde Scorpions compartió escenario con Nektar, East of Eden, Chicken Schack, Joe McDonald y Jane.
El 5 de enero de 1975 en Estrasburgo (Francia) comenzó la segunda parte de la gira, que también sumó las tres primeras fechas en Bélgica a finales del mismo mes. Posteriormente, el 25 de marzo participaron en el programa Rockpalast del canal de televisión Westdeutscher Rundfunk, en donde se grabaron algunas canciones, entre ellas «Speedy's Coming». Cabe señalar que esta presentación fue la primera del baterista Rudy Lenners, que se unió a Scorpions luego de la salida de Dobbie Fechter a principios de febrero. Desde el 23 de abril hasta el 3 de mayo fueron teloneros de los conciertos por Alemania Occidental de los británicos Sweet. 
Desde el 5 de mayo hasta el 23 del mismo mes, Scorpions dio una presentación en Francia y otra en los Países Bajos, además de trece en Bélgica. Entre medio, el 8 de mayo, tocó por primera vez en Luxemburgo. La gira continuó en junio por Francia y Alemania Occidental. El 20 y 21 de junio, Scorpions participó del festival Pop Meeting en Düsseldorf y en esos mismos también tocó en Essen (20 de junio) y en Mönchengladbach (21 de junio). La gira terminó el 30 de agosto de 1975 en el festival Open Air de Borken.

## Lista de canciones
En la primera parte (1974), la lista de canciones estuvo enfocada en los álbumes Lonesome Crow y Fly to the Rainbow, e incluyó algunas versiones de otros artistas de rock tales como «Johnny B. Goode» de Chuck Berry, «Long Tall Sally» de Little Richard, «Red House» de The Jimi Hendrix Experience y «Little Woman» de Bobby Sherman. Por su parte, en las presentaciones de 1975 se mantuvieron algunos de estos covers, pero no tocaron ninguna canción de Lonesome Crow. A su vez, se agregó una versión temprana de «Robot Man» —incluida posteriormente en In Trance— y una canción nunca lanzada llamada «Rock 'n' Roll Queen». A continuación, la lista de canciones interpretada en el Grugahalle de Essen, Alemania Occidental, y en el Foyer Socio-éducatif de Wattrelos, Francia.
1. «Jam»
2. «This is My Song»
3. «They Need a Million»
4. «Drifting Sun»
5. «Red House» cover de The Jimi Hendrix Experience
6. «Rock 'n' Roll Queen»
7. «Fly to the Rainbow»
8. «Speedy's Coming»
9. «Robot Man»
10. «Jam»
11. «Long Tall Sally» cover de Little Richard

1. «Little Woman» cover de Bobby Sherman
2. «Far Away»
3. «This is My Song»
4. «They Need a Million»
5. «Drifting Sun»
6. «Rock 'n' Roll Queen»
7. «Fly to the Rainbow»
8. «Jam»
9. «Red House» cover de The Jimi Hendrix Experience
10. «Speedy's Coming»
11. «Robot Man»
12. «Long Tall Sally» cover de Little Richard
13. «Johnny B. Goode» cover de Chuck Berry

## Fechas

### Fechas de 1974
| Fecha            | País                | Ciudad               | Recinto/Festival           |        |
| Europa           | Europa              | Europa               | Europa                     | Europa |
| ---------------- | ------------------- | -------------------- | -------------------------- | ------ |
| 17 de agosto     | Alemania Occidental | Hamburgo             | Spontan Fete               |        |
| 7 de septiembre  | Alemania Occidental | Hattersheim          | Stadthalle                 |        |
| 8 de septiembre  | Alemania Occidental | Minden               | Zur Grille                 |        |
| 14 de septiembre | Alemania Occidental | Bad Neustadt         | Stadthalle                 |        |
| 20 de septiembre | Alemania Occidental | Frankenberg          | Kulturhalle                |        |
| 21 de septiembre | Alemania Occidental | Witzenhausen         | Turnhalle                  |        |
| 22 de septiembre | Alemania Occidental | Friburgo             | Freiburg Open Air Festival |        |
| 27 de septiembre | Alemania Occidental | Hessisch Lichtenau   | Bürgerhaus                 |        |
| 28 de septiembre | Alemania Occidental | Schwalmstadt         | Festsaal                   |        |
| 3 de octubre     | Alemania Occidental | Paderborn            | Kolpinghaus                |        |
| 6 de octubre     | Alemania Occidental | Recklinghausen       | Stadthalle                 |        |
| 11 de octubre    | Alemania Occidental | Biebesheim am Rhein  | Mehrzweckhalle             |        |
| 12 de octubre    | Alemania Occidental | Wölfersheim          | Stadthalle                 |        |
| 19 de octubre    | Alemania Occidental | Ettlingen            | Markthalle                 |        |
| 20 de octubre    | Alemania Occidental | Cléveris             | Jugendzentrum              |        |
| 23 de octubre    | Alemania Occidental | Hamburgo             | Grünspan                   |        |
| 25 de octubre    | Alemania Occidental | Gieboldehausen       | Arche Cosso                |        |
| 26 de octubre    | Alemania Occidental | Cuxhaven             | Stadthalle                 |        |
| 27 de octubre    | Alemania Occidental | Biebertal            | Penny Lane                 |        |
| 28 de octubre    | Alemania Occidental | Kirchheim unter Teck | Kino                       |        |
| 29 de octubre    | Alemania Occidental | Ludwigshafen         | Festhalle                  |        |
| 30 de octubre    | Alemania Occidental | Landau               | Studio Landau              |        |
| 31 de octubre    | Alemania Occidental | Ludwigshafen         | Haus der Jugend            |        |
| 1 de noviembre   | Alemania Occidental | Baden-Baden          | Raffael                    |        |
| 2 de noviembre   | Alemania Occidental | Korb                 | Remstalhalle               |        |
| 3 de noviembre   | Alemania Occidental | Essen                | Saalbau                    |        |
| 6 de noviembre   | Alemania Occidental | Melsungen            | Festhalle                  |        |
| 7 de noviembre   | Alemania Occidental | Aurich               | Ostfrieslandhalle          |        |
| 8 de noviembre   | Alemania Occidental | Hildesheim           | Berghölzchen               |        |
| 9 de noviembre   | Alemania Occidental | Westercelle          | Schützenhaus               |        |
| 13 de noviembre  | Alemania Occidental | Edemissen            | Lasalle                    |        |
| 14 de noviembre  | Alemania Occidental | Bremen               | Lila Eule                  |        |
| 15 de noviembre  | Alemania Occidental | Hamburgo             | Cobra Club                 |        |
| 16 de noviembre  | Alemania Occidental | Scharzfeld           | Festhalle                  |        |
| 19 de noviembre  | Alemania Occidental | Dortmund             | Bonanza                    |        |
| 21 de noviembre  | Alemania Occidental | Solingen             | Western Saloon             |        |
| 22 de noviembre  | Alemania Occidental | Wiesbaden            | Big Apple                  |        |
| 23 de noviembre  | Alemania Occidental | Bad Godesberg        | Stadthalle                 |        |
| 26 de noviembre  | Alemania Occidental | Hamburgo             | Onkel Pös Carnegie Hall    |        |
| 27 de noviembre  | Alemania Occidental | Offenburg            | Big Ben                    |        |
| 28 de noviembre  | Alemania Occidental | Geislingen           | Today Club                 |        |
| 29 de noviembre  | Países Bajos        | Hengelo              | De Walvis                  |        |
| 30 de noviembre  | Alemania Occidental | Moers                | Scala                      |        |
| 27 de diciembre  | Alemania Occidental | Hannover             | Niedersachsenhalle         |        |

### Fechas de 1975
| Fecha        | País                | Ciudad             | Recinto/Festival       |           |
| Europa II    | Europa II           | Europa II          | Europa II              | Europa II |
| ------------ | ------------------- | ------------------ | ---------------------- | --------- |
| 5 de enero   | Francia             | Estrasburgo        | desconocido            |           |
| 24 de enero  | Bélgica             | Lieja              | Pimm's Club            |           |
| 25 de enero  | Bélgica             | Seraing            | Jardin Perdu           |           |
| 31 de enero  | Bélgica             | Verviers           | La Jument Balance      |           |
| 25 de marzo  | Alemania Occidental | Essen              | Grugahalle             |           |
| 23 de abril  | Alemania Occidental | Berlín             | Deutschlandhalle       |           |
| 24 de abril  | Alemania Occidental | Brunswick          | Stadthalle             |           |
| 25 de abril  | Alemania Occidental | Oldemburgo         | Weser-Ems-Halle        |           |
| 26 de abril  | Alemania Occidental | Essen              | Grugahalle             |           |
| 27 de abril  | Alemania Occidental | Maguncia           | Rheingoldhalle         |           |
| 28 de abril  | Alemania Occidental | Mannheim           | Rosengarten            |           |
| 29 de abril  | Alemania Occidental | Karlsruhe          | Gartenhalle            |           |
| 30 de abril  | Alemania Occidental | Offenbach del Meno | Stadthalle             |           |
| 1 de mayo    | Alemania Occidental | Stuttgart          | Killesberghalle        |           |
| 2 de mayo    | Alemania Occidental | Múnich             | Circus Krone           |           |
| 3 de mayo    | Alemania Occidental | Unna               | Taubenschlag           |           |
| 5 de mayo    | Francia             | Wattrelos          | Foyer Socio-éducatif   |           |
| 6 de mayo    | Bélgica             | Bruselas           | Rundfunkaufzeichnung   |           |
| 7 de mayo    | Bélgica             | Marche-en-Famenne  | Casino                 |           |
| 8 de mayo    | Luxemburgo          | Hollerich          | Centre Culturel        |           |
| 9 de mayo    | Bélgica             | Verviers           | La Jument Balance      |           |
| 10 de mayo   | Bélgica             | Soumagne           | Apollo Club            |           |
| 11 de mayo   | Bélgica             | Tervuren           | Casino                 |           |
| 12 de mayo   | Bélgica             | Amberes            | desconocido            |           |
| 13 de mayo   | Bélgica             | Ostende            | Wellingtonrenbaan      |           |
| 14 de mayo   | Bélgica             | Knokke-Heist       | desconocido            |           |
| 15 de mayo   | Bélgica             | Gante              | desconocido            |           |
| 16 de mayo   | Bélgica             | Marcinelle         | Salle de la Ruche      |           |
| 17 de mayo   | Bélgica             | Ligneuville        | Salle Albarire         |           |
| 18 de mayo   | Bélgica             | Namur              | Palais des Expositions |           |
| 19 de mayo   | Bélgica             | Seraing            | Jardin Perdu           |           |
| 23 de mayo   | Países Bajos        | Hengelo            | De Walvis              |           |
| 24 de mayo   | Alemania Occidental | Bottrop            | Berufsschule           |           |
| 25 de mayo   | Alemania Occidental | Ratingen           | Schule                 |           |
| 1 de junio   | Francia             | desconocido        | desconocido            |           |
| 4 de junio   | Alemania Occidental | Offenburg          | Big Ben                |           |
| 6 de junio   | Alemania Occidental | Baden-Baden        | Raffael                |           |
| 7 de junio   | Francia             | Mulhouse           | desconocido            |           |
| 8 de junio   | Alemania Occidental | Bad Godesberg      | Stadthalle             |           |
| 13 de junio  | Alemania Occidental | Hildesheim         | Haus der Jugend        |           |
| 14 de junio  | Alemania Occidental | Flörsheim          | Stadthalle             |           |
| 20 de junio  | Alemania Occidental | Düsseldorf         | Pop Meeting Fest       |           |
| 20 de junio  | Alemania Occidental | Essen              | Grugahalle             |           |
| 21 de junio  | Alemania Occidental | Düsserdolf         | Pop Meeting Fest       |           |
| 21 de junio  | Alemania Occidental | Mönchengladbach    | Haus der Jugend        |           |
| 24 de junio  | Alemania Occidental | Berlín             | Quartier Latin         |           |
| 25 de junio  | Alemania Occidental | Berlín             | Quartier Latin         |           |
| 28 de junio  | Alemania Occidental | Moers              | Scala                  |           |
| 4 de julio   | Alemania Occidental | Velbert            | desconocido            |           |
| 5 de julio   | Alemania Occidental | Havixbeck          | desconocido            |           |
| 30 de agosto | Alemania Occidental | Borken             | Open Air Festival      |           |

## Músicos
- Klaus Meine: voz
- Rudolf Schenker: guitarra rítmica, coros y voz
- Uli Jon Roth: guitarra líder, coros y voz
- Francis Buchholz: bajo
- Dobbie Fechter: batería (desde el principio hasta 31 de enero de 1975)
- Rudy Lenners: batería (desde el 25 de marzo de 1975 hasta el final)